# Planeta maimuțelor (film din 1968)
Planeta maimuțelor (Planet of the Apes) este un film SF american produs în anul 1968, care este ecranizarea romanului „La planète des singes” din 1963 scris de Pierre Boulle. Este primul film din seria Planeta maimuțelor produsă de Arthur P. Jacobs.

## Acțiune
Astronauții Taylor, Dodge și Landon sosesc pe o planetă necunoscută cu o navă spațială care a atins aproape viteza luminii. După datele indicate de ceasul de pe bordul navei ei se află în anul 3978. Nava se scufundă în apă și ei rămân într-o lume complet necunoscută. Taylor presupune că se găsesc în constelația Orion la aproximativ 320 de ani lumină de Pământ. Astronauții descoperă în junglă triburi de oameni primitivi care sunt hăituiți de maimuțe civilizate și inteligente care stăpânesc planeta. Maimuțele caută să-i captureze și să-i nimicească pe noii sosiți, fiindu-le frică de străinii inteligenți ajunși pe planeta lor. Prin descoperirea surprinzătoare a Statuii Libertății, astronauții ghicesc realitatea, planeta străină este de fapt pământul după un război atomic.

## Actori
- Charlton Heston este George Taylor
- Roddy McDowall este Cornelius
- Kim Hunter este Zira
- Maurice Evans este Dr. Zaius
- James Whitmore este President of the Assembly
- James Daly este Honorious
- Linda Harrison este Nova
- Robert Gunner este Landon
- Lou Wagner este Lucius
- Woodrow Parfrey este Maximus
- Jeff Burton este Dodge
- Buck Kartalian este Julius
- Norman Burton este Hunt Leader
- Wright King este Dr. Galen
- Paul Lambert este Minister
- Dianne Stanley este Astronaut Stewart (nemenționat)

## La momentul potrivit

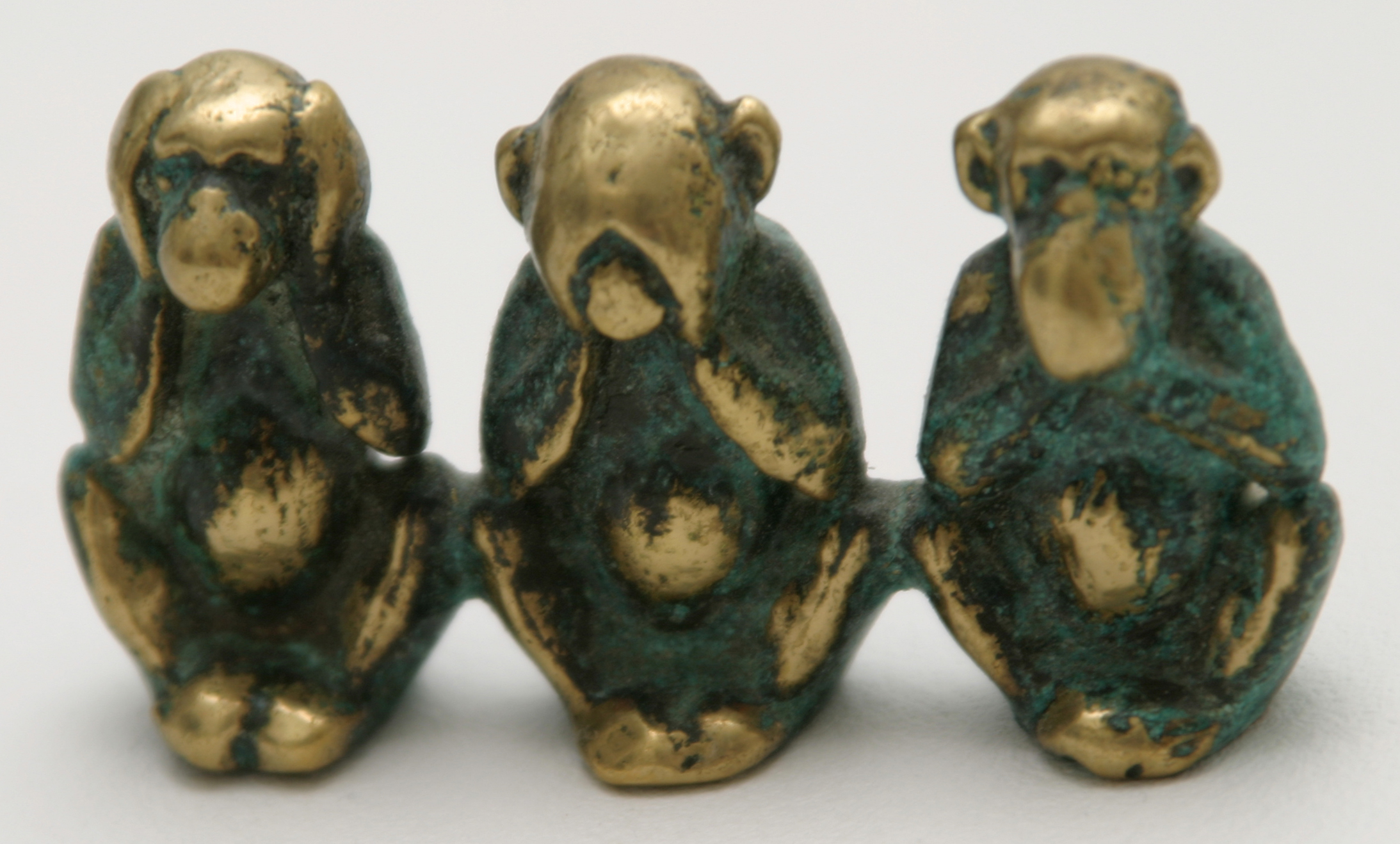
Stupefiaţi, cei trei urangutani preeminenți (un om de stat, un om de știință și un teolog) adoptă atitudinea clasică a celor 3 maimuțe ale înțelepciunii

- La tribunal, când Zira și Cornelius spun că Taylor este veriga lipsă[3] (și când Taylor explică de unde vine), cei trei judecători își acoperă simultan ochii, urechile și gura, aluzie la gesturile maimuțelor înțelepciunii: „Să nu privești diavolul, să nu asculți diavolul și să nu vorbești cu diavolul!”.
- Când, în aceeași scenă, Taylor pronunță fraza: „mi se pare că unele maimuțe sunt mai egale decât altele”, se face, desigur, referire la Ferma animalelor de George Orwell.
- Taylor trebuie să fie neutralizat prin castrare și lobotomizat; el scapă, dar este prins de gorile. Își regăsește graiul și strigă: Take your stinking paws off me, you damn dirty ape! (adică, într-o frază echivalentă, în română, „Ia-ți labele împuțite de pe mine, maimuță murdară!” Potrivit unei liste stabilite de American Film Institute, această frază ocupă locul al 66-lea din cele mai cunoscute 100 de citate extrase dintr-un dialog de film (vezi Wikiquote ).